# WIRON
WIRON (ang. Warsaw Interest Rate Overnight) – indeks transakcyjny obliczany przez administratora wskaźników referencyjnych GPW Benchmark SA na podstawie transakcji depozytowych podmiotów przekazujących dane z instytucjami finansowymi i z dużymi przedsiębiorstwami. Pierwotnie indeks nosił nazwę WIRD (Warszawski Indeks Rynku Depozytowego), który 27 września 2022 został wybrany przez Komitet Sterujący Narodowej Grupy Roboczej (KS NGR) ds. wskaźników na indeks, który będzie stanowił alternatywny wskaźnik referencyjny stopy procentowej i docelowo (od 2023) ma stać się wskaźnikiem kluczowym i zastąpić WIBOR. Zgodnie z nowymi regulacjami, instytucje finansowe będą musiały dokonać konwersji na nowy wskaźnik WIRON istniejących umów i instrumentów, które przewidują stosowanie indeksu WIBOR. Instytucje finansowe będą mogły wprowadzać do oferty kredyty oparte na indeksie WIRON już od 2023, a od 2025 będą zmuszone do konwersji istniejących umów i instrumentów stosujących WIBOR.
Indeks jest kalkulowany jako średnia stopa procentowa ważona wolumenem zbioru transakcji podmiotów przekazujących dane z instytucjami finansowymi i z dużymi przedsiębiorstwami i publikowana jest z dokładnością do 3 miejsc po przecinku. Przed publikacją średnia jest poddawana dwustronnej korekcie, w ramach której na obu krańcach dziennego rozkładu stóp transakcji odcinaniu 25% łącznej sumy wolumenu transakcji z badanego dnia. Indeks jest wyliczany co dzień o godz. 12:15 na podstawie danych transakcyjnych z poprzedniego dnia roboczego i jest publikowany na stronie internetowej GPW Benchmark S.A. o godzinie 13:00.